# Tritonaster evorus
Tritonaster evorus är en sjöstjärneart som beskrevs av Fisher 1913. Tritonaster evorus ingår i släktet Tritonaster och familjen kamsjöstjärnor.
Artens utbredningsområde är Filippinerna. Inga underarter finns listade i Catalogue of Life.